# Martino Finotto
Martino Finotto, né le 11 novembre 1933 à Camporosso (Ligurie) et décédé le 13 août 2014 à 80 ans, était un pilote automobile italien, essentiellement sur voitures de tourisme  et de Sport-prototypes en circuits.

## Biographie
Sa carrière s'est déroulée essentiellement entre 1972 (4 Heures de Monza sur Ford Escort) et 1995 (12 Heures de Sebring).
Il a remporté le Championnat d'Europe FIA des voitures de tourisme en 1979 avec son compatriote Carlo Facetti sur BMW 3.0 CSL du Jolly Club, BMW terminant premier constructeur européen la même année. Il avait antérieurement finit troisième du championnat ETCC en 1975 avec le Castrol Team Zakspeed. Il a aussi finit deuxième du Championnat IMSA GT Camel Lights en 1990 à 57 ans pour Bieri Racing avec Ruggero Melgrati (pl) (4 victoires de catégorie Lights, à Lime Rock Park, Watkins Glen, Road America et Tampa en Floride).
Il a entre autres gagné (toujours avec son ami Facetti) les 500 kilomètres de Pergusa 1977, le Grand Prix de Brno 1977 et 1978 (2e en 1979), les 4 Heures d'Estoril 1977, de Monza 1978, du Nürburgring 1979, le RAC Tourist Trophy 1979,  et en Championnat du monde des voitures de sport 1983 de catégorie C2 Junior pour sa première année d'existence les 1 000 kilomètres de Silverstone, les 1 000 kilomètres du Nürburgring et les 1 000 kilomètres de Kyalami (pour le team Achilli Motors /Jolly Club Alba). 
Seul, Finotto a aussi remporté la Coppa Intereuropa de Monza en 1977.                  
Il a participé à 6 reprises aux 24 Heures du Mans entre 1974 et 1985, terminant 14e en 1981.
Gérard Larrousse a été inscrit à deux Grands Prix de Formule 1 comptant pour le championnat du monde (Belgique départ en 11e position, et France non qualifié), débutant le 12 mai 1974 à Nivelles au volant d'une Brabham BT42-Ford pour la Scuderia Finotto. Il ne marqua donc aucun point au championnat. Finotto avait acheté deux anciennes BT42 au constructeur, et d'autres pilotes furent engagés sporadiquement tout au long de la saison pour espérer disputer les qualifications, avec Silvio Moser (Espagne et Belgique), Manfred Mohr (Allemagne), Carlo Facetti (Italie), Helmuth Koinigg (Autriche), Jean-Louis Lafosse (Italie) et Andy Sutcliffe (en) (Grande-Bretagne). Koinigg et Facetti ne se qualifièrent pas, et Sutcliffe, Mohr et Lafosse ne furent pas admis pour leurs qualifications respectives, alors que le tessin Moser devait décéder un peu auparavant en mai lors des 1 000 kilomètres de Monza, avant de courir en Espagne sur la BT42 alors prêtée au Bretscher Team.
Au début des années 1980 Finotto et Facetti ont fondé l'entreprise CARMA (CAR pour Carlo, et MA pour Martino), pour développer des moteurs de compétition, et notamment le turbo 4 cylindres 1,8L. de l'Alba AR2 (it) pour Giannini Automobili, en vue des 24 Heures du Mans 1983, 1984 et 1985 (et conduite par les deux hommes en 1983).